# Sgroppino

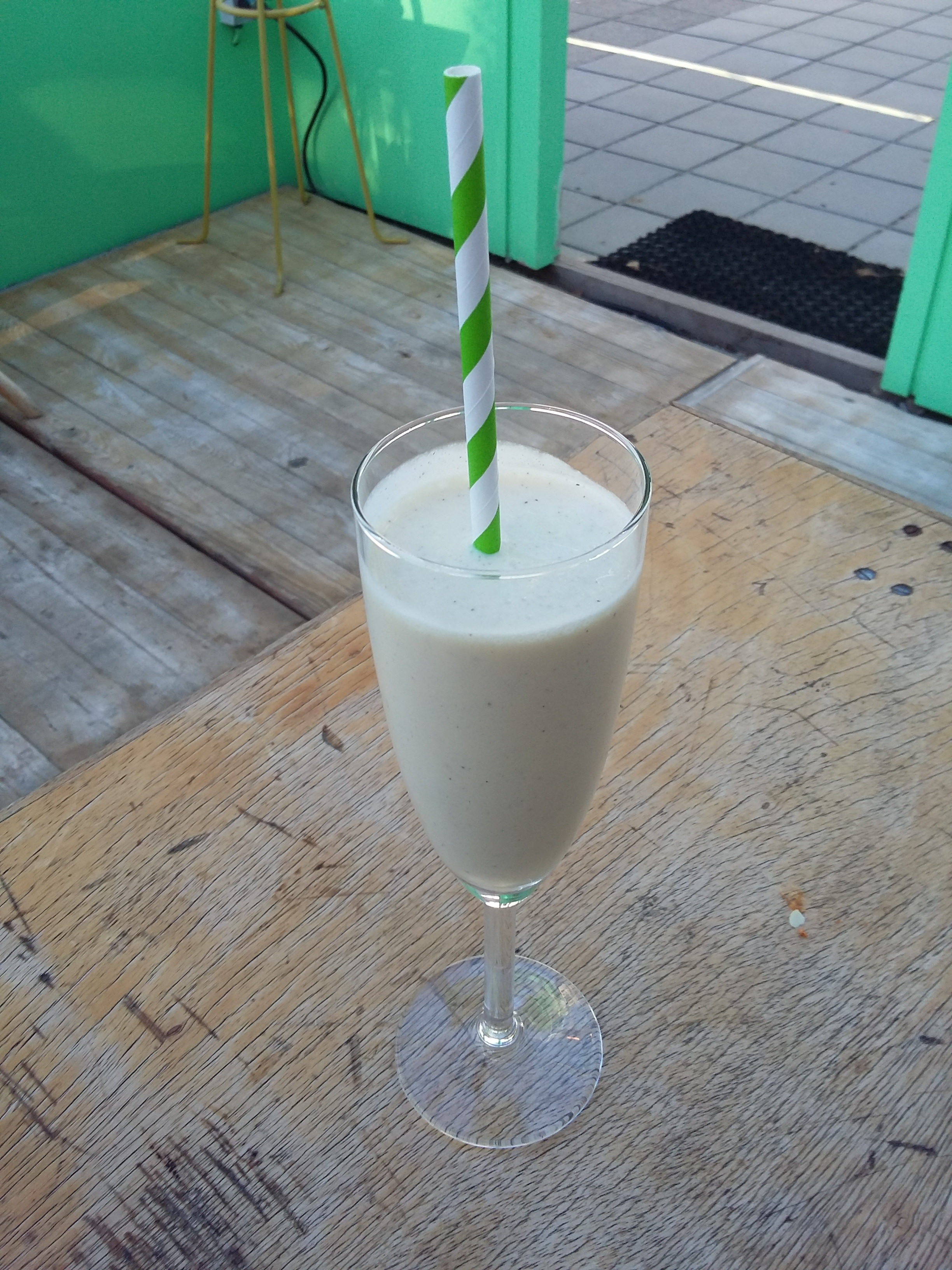
Sgroppino

Sgroppino is een cocktail en spoom, een drankje met ijs dat als tussengerecht of nagerecht tijdens een diner wordt gebruikt. De oorsprong ligt waarschijnlijk in de Italiaanse regio Veneto, waar het in dialect wordt aangeduid met het woord sgropìn.
Het drankje wordt gemaakt met een sorbet van citroenijs met wodka of grappa, al is de variant met Italiaanse mousserende witte wijn (prosecco) bekender. In plaats van limoen- of citroenijs wordt ook wel vanille-ijs of de Italiaanse likeur limoncello gebruikt. Het drankje wordt in Nederland geserveerd in hoge glazen, bijvoorbeeld een flute (ook wel bekend als "champagneglas"). In Italië wordt het voornamelijk in een longdrinkglas geserveerd. 
Volgens een verhaal is de cocktail ontstaan eind jaren zeventig toen twee broers die een hotel hadden, per ongeluk een te grote lading wodka hadden besteld. Om deze wodka toch aan hun klanten te kunnen verkopen gingen ze experimenteren met verschillende toevoegingen waarna de Sgroppino werd geboren.
De naam Sgroppino is afgeleid van het Venetiaanse woord 'desgropante'. Grop betekent knoop en de naam verwijst naar het idee dat de drinker een knoopje losmaakt. Oftewel dat de keel verfrist wordt. De term desgropante verbasterde naar Sgroppino. Dit is de correcte schrijfwijze in het Italiaans, in het Nederlands is de officiële spelling scroppino.